# یونیورسو آنلاین
یونیورسو آنلاین (انگلیسی: Universo Online) شرکت مخابرات برزیلی است، که در سال ۱۹۹۶ تأسیس شد.
یونیورسو آنلاین یک شرکت محتوای وب، محصولات و خدمات برزیلی است.
یونیورسو آنلاین بزرگ‌ترین پورتال پرتغالی زبان جهان است که بیش از ۱۰۰۰ منبع خبری و ۷ میلیون صفحه دارد. این پورتال میزبانی وب، ذخیره‌سازی داده، معاملات تبلیغاتی، پرداخت‌های آنلاین و سیستم‌های امنیتی را ارائه می‌دهد. همچنین بیش از ۳۰۰۰۰۰ فروشگاه آنلاین، ۲۳ میلیون خریدار و ۴ میلیون فروشنده را در پورتال‌های خود دارد.
در سال ۲۰۱۲، یونیورسو آنلاین پنجمین وب سایت پربازدید در برزیل بود. یونیورسو آنلاین بزرگ‌ترین پورتال اینترنتی برزیل با بیش از ۵۰ میلیون بازدیدکننده منحصر به فرد و ۶٫۷ میلیارد بازدید صفحه در هر ماه است.